# Wesel
Wesel je město v severozápadní části německé spolkové země Severní Porýní-Vestfálsko. Je hlavním městem zemského okresu Wesel. Území města je rozděleno na 5 správních obvodů, mezi části města patří Lackhausen, Obrighoven, Ginderich, Feldmark, Fusternberg, Büderich, Flüren a Blumenkamp. Leží na soutoku řek Rýn a Lippe.

## Historie

### Počátky města
První záznamy o městě sahají do 8. století, kdy se zde nacházelo francké sídlo. Od 12. století přešlo pod správu Klevského vévodství. V 15. století se stalo součástí Hanzy. V rámci Klevského vévodství představovalo druhé největší (hned po Kolíně nad Rýnem) celní překladiště. Bylo významným obchodním centrem a střediskem pro překládání a směnu zboží.

### Novověk
V roce 1590 bylo město po čtyřletém obléhání obsazeno Španěly. Během osmdesátileté války se ve městě následně střídala vláda Španělů a Nizozemců. Roku 1672 obsadily město francouzské jednotky, vedené Ludvíkem II. Bourbonem, knížetem z Condé. V rámci dědictví připadlo město roku 1609 Hohenzollernům z Braniborského markrabství. Ti však až do roku 1678 nebyli schopni převzít kontrolu nad městem, což vyřešil až Nijmegenský mír. Ačkoli mělo město dobré opevnění, Prusové ho během sedmileté války vyklidili, a následně ho okupovali Francouzi. Na jejím konci bylo navráceno zpět Prusům. V 18. století byl pruským guvernérem města polní maršál Friedrich Wilhelm von Dossow. V rámci Schönbrunnské smlouvy bylo město roku 1805 postoupeno Francii. Francouzi následně zesílili opevnění města a postavili obdélná opevnění Citadelle Napoleon (v Büderichu) a Citadelle Bonaparte (na rýnském ostrově), které byly pojmenovány na počest Napoleona Bonaparte. Ačkoli spojenci vyhlásili roku 1813 nad městem blokádu, zůstalo pod správou Francie až do konce Napoleonských válek, kdy se stalo součástí pruské provincie Velkovévodství Dolní Porýní. Citadelle Napoleon byla následně přejmenována na Fort Blücher (na počest pruského maršála Gebharda Leberechta von Blüchera).

### Druhá světová válka

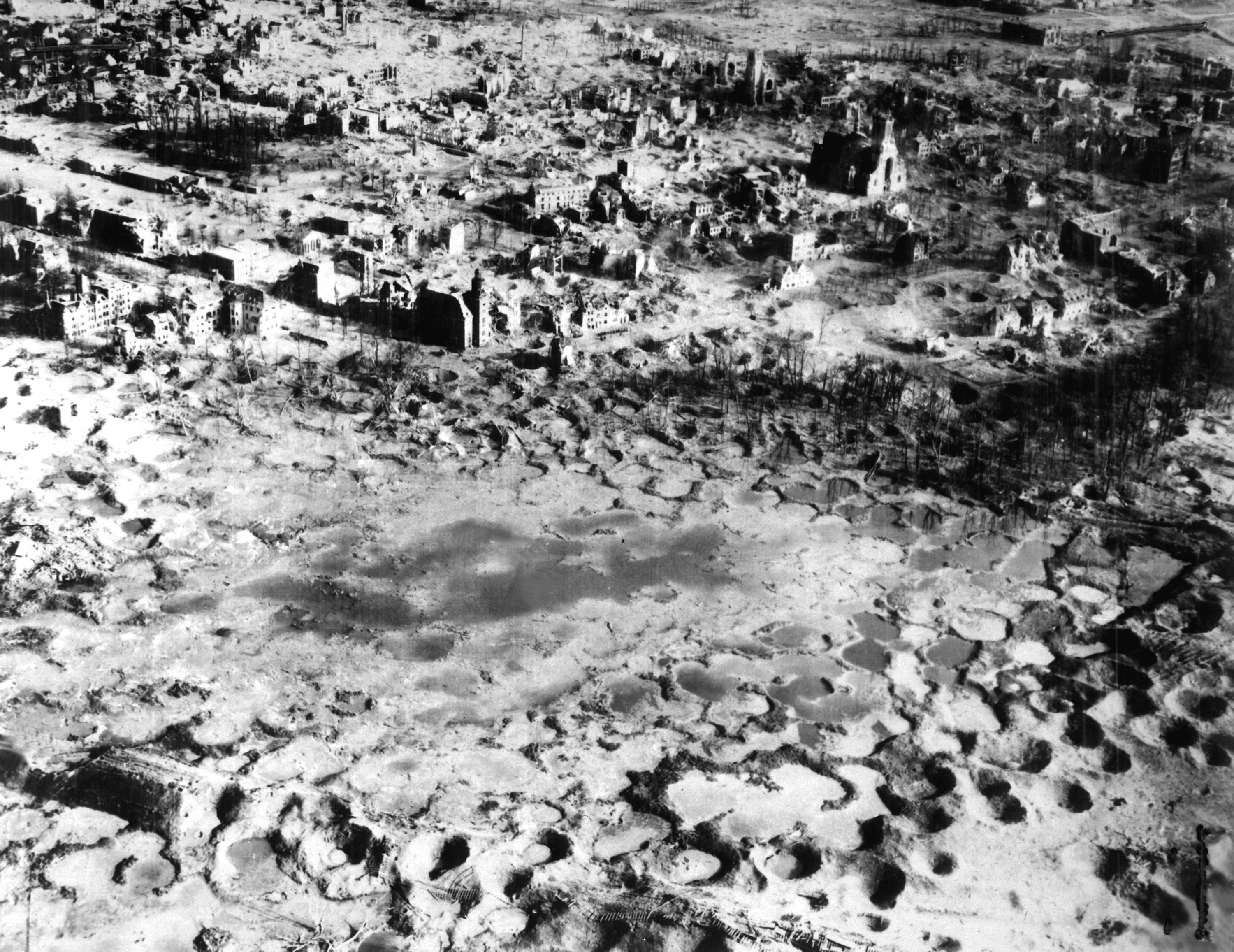
Pohled na město v roce 1945, spojeneckým bombardováním zničeno 97% zástavby

Během druhé světové války se ve městě nacházely skladiště a spediční centra, což bylo důvodem spojeneckých náletů. Ve dnech 16., 17. a 19. února 1945 zažilo město bombardování, které zničilo 97 % budov. Zároveň došlo na rozkaz Wehrmachtu ke zničení mostů přes řeky Rýn a Lippe, aby se zabránilo spojencům v postupu. 10. března byl následně zničen i 1,9 km dlouhý železniční most přes Rýn, který byl do té doby posledním mostem v německých rukou. V rámci Operace Plunder čelilo město ostřelování spojeneckých vojsk a opětovného bombardování letouny RAF. Dne 23. března ve 21:00 shazoval každý z letců desetitunovou bombu, jednalo se tak o nejtěžší bomby shozené během druhé světové války. V následných spojeneckých bojích byl zraněn minimální počet lidí. V rámci Operace Varsity, největší vzdušné operace války, bylo do okolí města vysazeno 18 000 vojáků. V tu dobu podléhalo již město útoku speciálních jednotek Spojeného království. Spojenecké jednotky následně překročily Rýn v pozemních transportérech. Od roku 1939 se populace z počátečních 25 000 snížila na 1 900 (v roce 1945). Roku 1946 se město stalo součástí spolkové země Severní Porýní-Vestfálsko.

## Doprava
Ve městě se nachází hlavní nádraží a železniční stanice Wesel-Feldmark. Železnice spojuje Wesel s městy Oberhausen, Duisburg, Düsseldorf, Kolín nad Rýnem a Mönchengladbach.

## Významné budovy
- Dóm svatého Willibrorda (Willibrordi-Dom), pozdně gotická pětilodní bazilika z let 1498–1540, dominanta starého města a nejlépe dochovaná historická stavba
- Berlínská brána - postavena roku 1791 ve stylu pruského baroka po vzoru braniborské brány v Berlíně, kompletně obnovena roku 1984.
- Weselská citadela – rozsáhlá barokní pevnost z let 1718–1722, postavená z červenohnědého pískovce na pětibokém půdorysu a obehnaná příkopem; pobořená roku 1945; architekt Jean de Bodt; nyní sídlo muzea, Hudební a umělecké školy.
- Radnice - prosklená železobetonová konstrukce má rekonstruovanou hlavní fasádu z původní budovy novogotické radnice z poloviny 19. století
- Televizní vysílač – s výškou 320,08 m je jedním z nejvyšších vysílačů v Německu

## Galerie

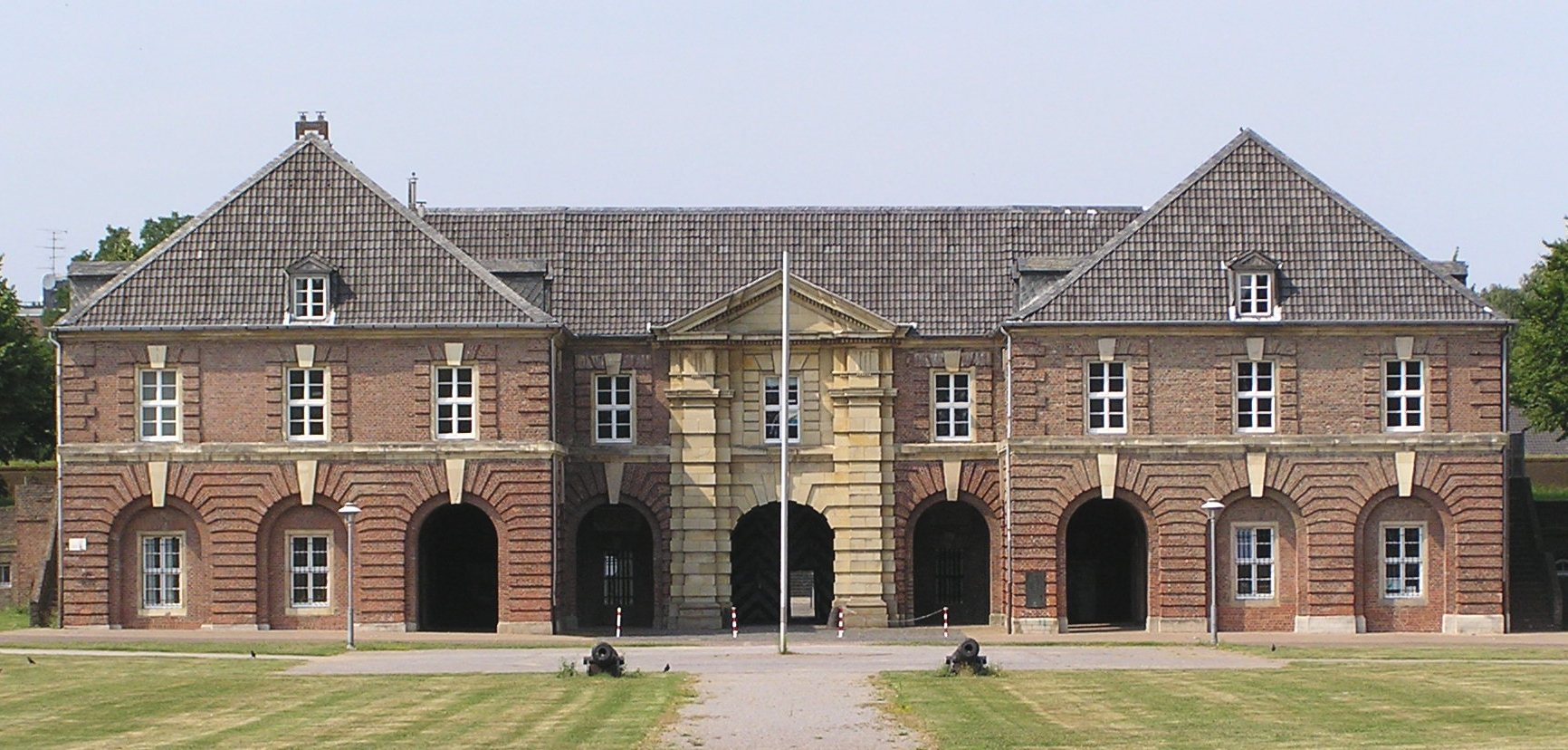
Hlavní vchod do citadely z náměstí Waffenplatz
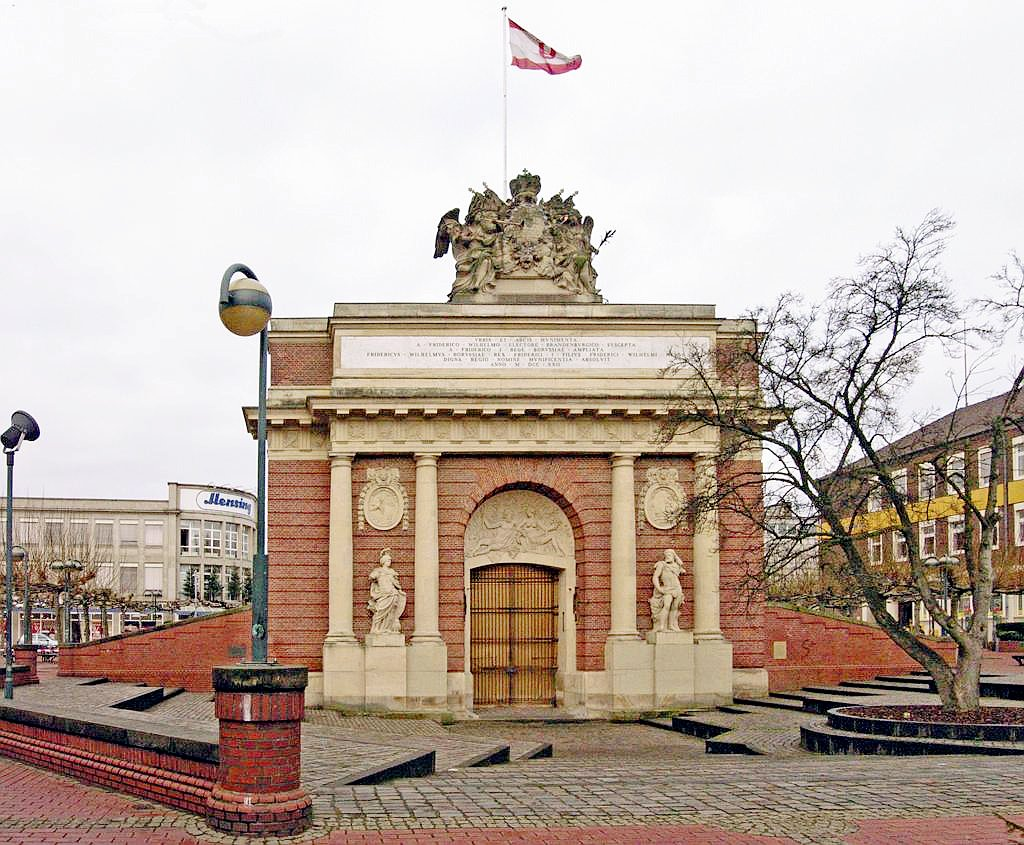
Berlínská brána
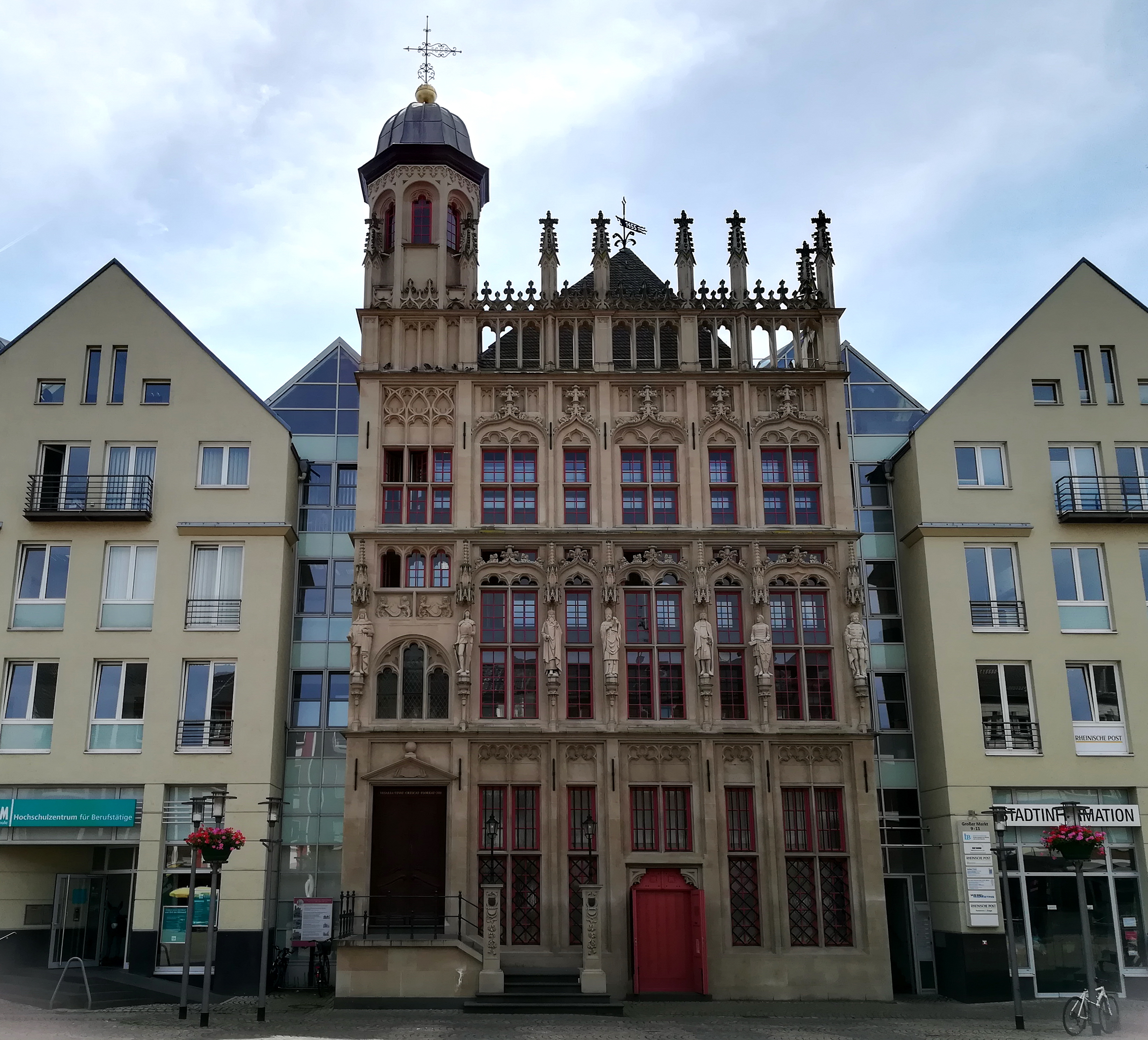
Fasáda radnice
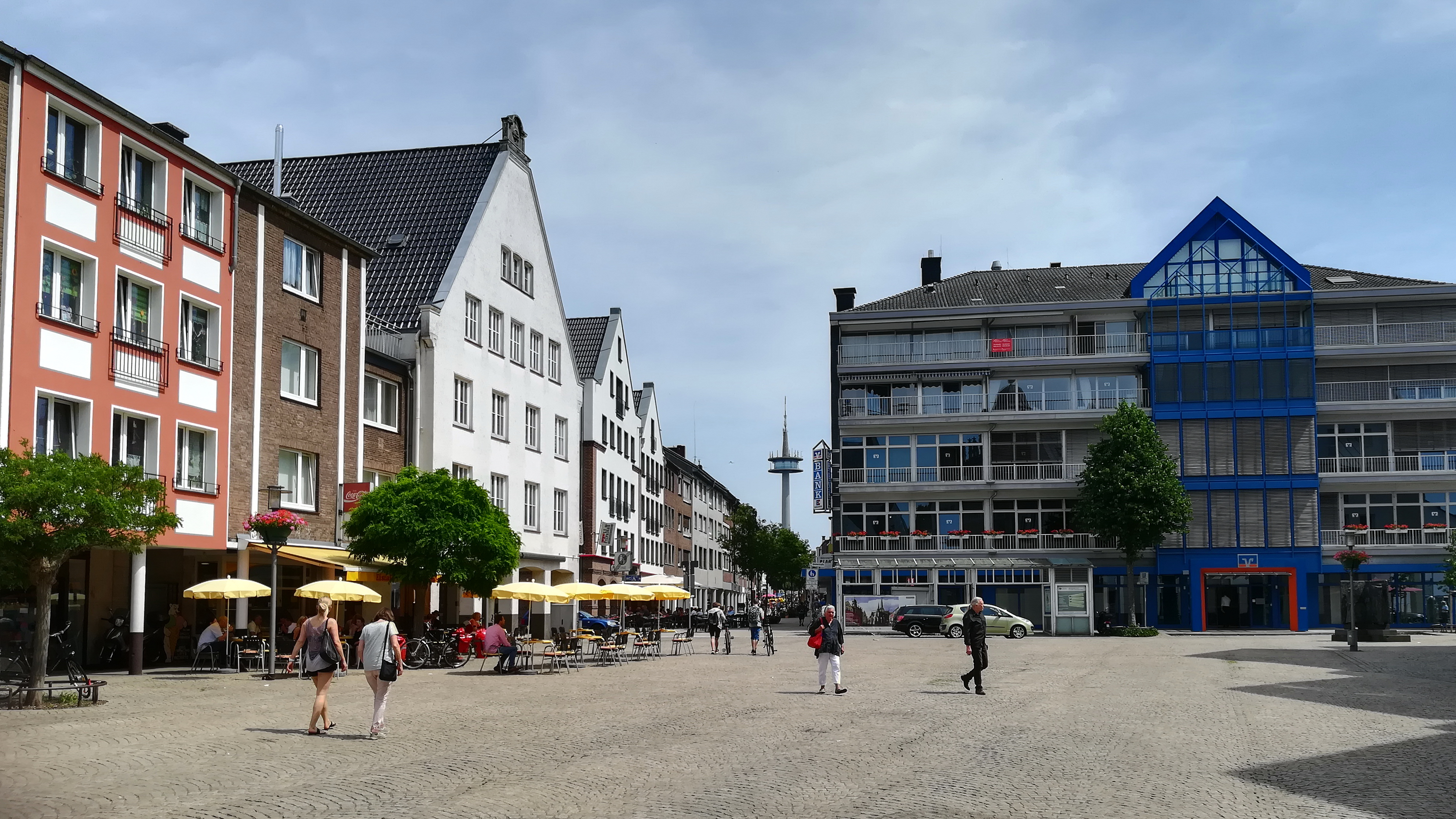
náměstí Grosser Markt
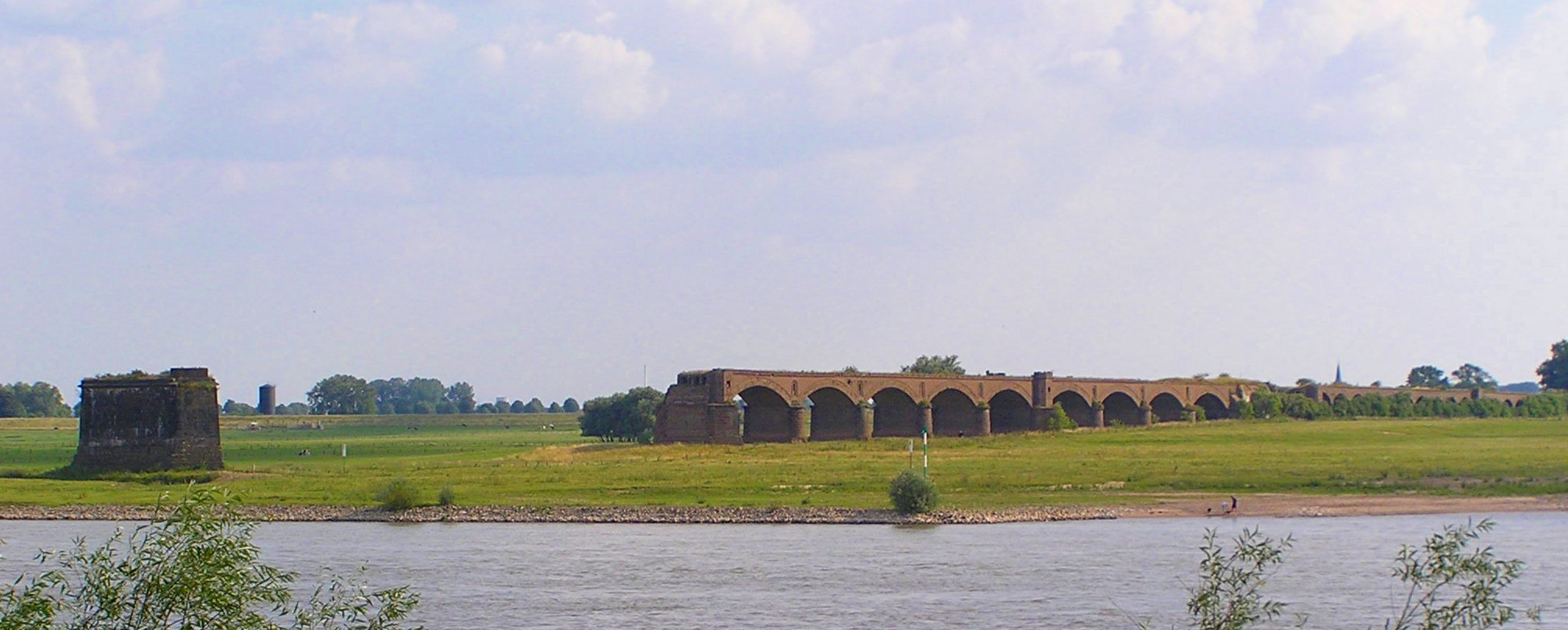
Železniční most, zničený v roce 1945

## Seznam starostů
Seznam starostů města od roku 1808 (od roku 1896 zvaných "primátor"):
- 1808–1814: Johann Hermann Westermann
- 1814–1840: Christian Adolphi
- 1841–1862: Franz Luck
- 1863–1870: Wilhelm Otto van Calker
- 1870–1873: Heinrich Bang
- 1873–1881: Carl Friedrich August von Albert
- 1881–1891: Caspar Baur
- 1891–1902: Josef Fluthgraf
- 1903–1931: Ludwig Poppelbaum
- 1931–1933: Emil Nohl
- 1933–1945: Otto Borgers
- 1945: Jean Groos
- 1945: Wilhelm Groos
- 1946–1947: Anton Ebert (CDU)
- 1947–1948: Paul Körner (CDU)
- 1948–1952: Ewald Fournell (CDU)
- 1952–1956: Helmut Berckel (CDU)
- 1956–1966: Kurt Kräcker (SPD)
- 1967–1969: Willi Nakaten (SPD)
- 1969–1979: Günther Detert (CDU)
- 1979–1984: Wilhelm Schneider (SPD)
- 1984–1989: Volker Haubitz (CDU)
- 1989–1994: Wilhelm Schneider (SPD)
- 1994–1999: Bernhard Gründken (SPD)
- 1999–2004: Jörn Schroh (CDU)
- od 2004: Ulrike Westkamp (SPD)

## Známé osobnosti
- Derick Baegert (cca 1440–1509), malíř
- Jan Joest (1455–1519), malíř
- Hans Lippershey (1550–1619), vynálezce dalekohledu
- Peregrine Bertie, 12. baron Willoughby de Eresby (1555–1601), anglický diplomat a voják
- Peter Minnewitt (1580–1641), zakladatel Nového Amsterdamu, později přejmenovaného na New York
- Johann Friedrich Welsch (1796–1871), malíř
- Konrad Duden (1829–1911), autor prvního vydání slovníku Duden
- Friedrich Geselschap (1835–98), malíř
- Ida Tacke (1896–1978), objevitelka chemických prvků rhenia a technecia
- Joachim von Ribbentrop (1893–1946), ministr zahraničních věcí nacistického Německa (1938–1945)
- Marlis Jermutus (1942–), malíř a hudebník
- Dieter Nuhr (1960–), komik
- Martin Bambauer (1979–), kostelní hudebník

## Partnerská města
- Hagerstown, Maryland, USA (od 1952)
- Felixstowe, Anglie, Spojené království (od 1972)
- Salzwedel, Sasko-Anhaltsko, Německo (od 1990)
- Kętrzyn, Polsko (od 2002)
- Kars, Turecko